# Campeonato Capixaba de Futebol de 2019 - Série B
A Série B do Campeonato Capixaba de Futebol de 2019, organizada pela FES, foi a competição estadual de futebol realizada no Espírito Santo, equivalente à segunda divisão. Tinha o início previsto para 16 de março e depois 30 de março, reunindo oito equipes. O tradicional São Mateus, rebaixado na Capixabão de 2018, participou desta edição, enquanto o Doze, também rebaixado em 2018, não participou. Porém, teve o início novamente adiado, agora para 6 de abril e com término em 8 de junho, devido às desistências do Castelense e Grêmio Laranjeiras alegando questões financeiras. Os dois clubes foram suspensos por dois anos.
O São Mateus conquistou o terceiro título de sua história na final contra o rival do norte Linhares. Ambos clubes retornam à Série A em 2020.

## Regulamento
A fórmula de disputa foi a mesma das últimas duas edições. Na Primeira Fase, os seis participantes jogaram entre si em dois turnos, com os quatro melhores avançando às Semifinais, que foram disputadas em partidas de ida e volta (1º x 4º e 2º x 3º). Os vencedores garantiram o acesso à Série A de 2020 e decidiram o título também em partidas de ida e volta.

## Participantes
| Clube             | Cidade     | Temporada 2018 | Estádio                                 | Capacidade  | Títulos (último) |
| ----------------- | ---------- | -------------- | --------------------------------------- | ----------- | ---------------- |
| CTE               | Colatina   | Não participou | Justiniano de Mello e Silva             | 2 600       | 1 (2002*)        |
| Linhares          | Linhares   | Não participou | Justiniano de Mello e Silva[a] Sernamby | 2 600 4 500 | 0 (não possui)   |
| Pinheiros-ES      | Pinheiros  | Não participou | Sernamby[b] Zenor Pedrosa Rocha         | 4 500 2 000 | 0 (não possui)   |
| São Mateus        | São Mateus | 10º da Série A | Sernamby                                | 4 500       | 2 (2008)         |
| Sport Colatinense | Colatina   | 5º da Série B  | Justiniano de Mello e Silva             | 2 600       | 1 (2014**)       |
| Vilavelhense      | Vila Velha | 6º da Série B  | Toca do Índio                           | 1 000       | 1 (2003)         |

Notas:

- * Título conquistados como CTE Colatina.
- **  Título conquistado representando a cidade de Domingos Martins.
- a. ^  O Linhares mandou seus jogos no Justiniano de Mello e Silva em Colatina e no Sernamby em São Mateus.
- b. ^  O Pinheiros-ES mandou seus jogos no Sernamby em São Mateus e no Zenor Pedrosa Rocha em Nova Venécia.

## Primeira Fase
| Pos | Times             | Pts | J  | V | E | D | GP | GC | SG  | Classificação              |
| --- | ----------------- | --- | -- | - | - | - | -- | -- | --- | -------------------------- |
| 1   | São Mateus        | 22  | 10 | 7 | 1 | 2 | 25 | 8  | +17 | Classificado às Semifinais |
| 2   | Linhares          | 16  | 10 | 4 | 4 | 2 | 15 | 12 | +3  | Classificado às Semifinais |
| 3   | Sport Colatinense | 16  | 10 | 4 | 4 | 2 | 16 | 14 | +2  | Classificado às Semifinais |
| 4   | Vilavelhense      | 11  | 10 | 2 | 5 | 3 | 16 | 15 | +1  | Classificado às Semifinais |
| 5   | Pinheiros-ES[PIN] | 6   | 10 | 2 | 4 | 4 | 13 | 14 | -1  |                            |
| 6   | CTE               | 5   | 10 | 1 | 2 | 7 | 8  | 30 | -22 |                            |

Nota:

- PIN ^  O Pinheiros perdeu quatro pontos no TJD-ES por conta da escalação irregular do jogador Victor Montovanelli no jogo contra o Vilavelhense na primeira rodada.[9]

## Fase Final
|  | Semifinais        | Semifinais | Semifinais | Semifinais |       |            | Final | Final | Final | Final |
|  |                   |            |            |            |       |            |       |       |       |       |
|  | São Mateus        | 1          | 3          | 4          |       |            |       |       |       |       |
|  | Vilavelhense      | 1          | 0          | 1          |       |            |       |       |       |       |
|  | Vilavelhense      | 1          | 0          | 1          |       | São Mateus | 0     | 2     | 2 (4) |       |
|  |                   |            |            |            |       | São Mateus | 0     | 2     | 2 (4) |       |
|  |                   | Linhares   | 1          | 1          | 2 (2) |            |       |       |       |       |
|  | Linhares          | Linhares   | 1          | 1          | 2 (2) | 2          | 3     | 5     |       |       |
|  | Linhares          |            |            |            |       | 2          | 3     | 5     |       |       |
|  | Sport Colatinense | 1          | 0          | 1          |       |            |       |       |       |       |

### Semifinais
Jogos de ida
| Quarta-feira, 22 de maio | Vilavelhense | 1 – 1     | São Mateus | Estádio Kleber Andrade, Cariacica                     |
| 15:00                    | Hiuri 70'    | Relatório | 81' Gullyt | Público: 43 Renda: R$ 510,00 Árbitro: ES Carlito Rosa |

| Sábado, 18 de maio | Sport Colatinense | 1 – 2     | Linhares      | Estádio Justiniano de Mello e Silva, Colatina               |
| 15:00              | Guilherme 11'     | Relatório | 4', 89' Wendy | Público: 144 Renda: R$ 2.295,00 Árbitro: ES Maicon da Silva |

Jogos de volta
| Sábado, 25 de maio | São Mateus                                            | 3 – 0     | Vilavelhense | Estádio Sernamby, São Mateus                                          |
| 17:00              | Sávio 19' · Jonata Pé de Pato 30' · Léo Chocolate 78' | Relatório |              | Público: 723 Renda: R$ 10.940,00 Árbitro: ES Davi de Oliveira Lacerda |

| Sábado, 25 de maio | Linhares                              | 3 – 0     | Sport Colatinense | Estádio Justiniano de Mello e Silva, Colatina                        |
| 15:00              | Wendy 37' (pen.), 61' · Guilherme 89' | Relatório |                   | Público: 120 Renda: R$ 1.510,00 Árbitro: ES Francisco Cássio Martins |

### Final
Jogo de ida
| Sábado, 1º de junho | Linhares | 0 – 1     | São Mateus | Estádio Sernamby, São Mateus                                    |
| 15:00               |          | Relatório | 85' Bombom | Público: 636 Renda: R$ 8.870,00 Árbitro: ES Arthur Gomes Rabelo |

Jogo de volta
| Sábado, 8 de junho | São Mateus | 1 – 2     | Linhares                | Estádio Sernamby, São Mateus                   |
| 15:00              | Bombom 77' | Relatório | 25' Wendy · 47' Clifton | Renda: R$ Árbitro: ES Davi de Oliveira Lacerda |

|                                            |       | Penalidades                      |  |
| Marquinhos Simião Jonata Pé de Pato Gullyt | 4 – 2 | Wendy Wesley Clifton João Marcos |  |

## Premiação
| Campeonato Capixaba de 2019 - Série B |
| São Mateus                            |
| ------------------------------------- |
| São Mateus Campeão (3° título)        |